# Slond

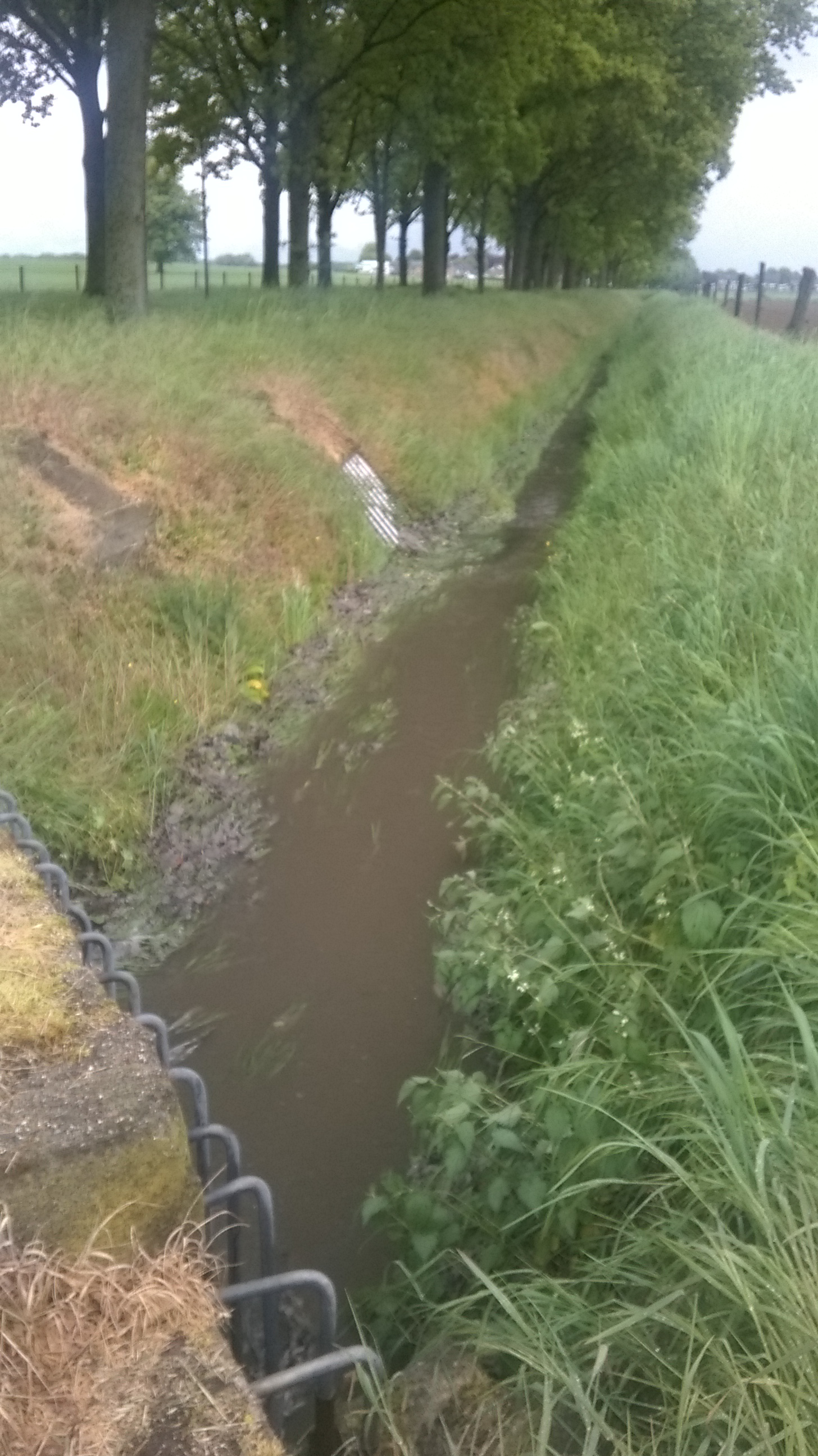
De Slond richting Limbricht na een hevige regenbui.

De Slond is een waterloop bij Limbricht in de Nederlandse provincie Limburg. Het is de naam van de bovenloop van de Limbrichterbeek.
Tot halverwege de 20e eeuw begon de beek bij de poel op de hoek van de Everstraat en Stroetlingsweg en stroomde langs de Stroetlingsweg. Aan het begin van de Stroetlingsweg is later riolering aangelegd. Na deze aanleg ontspringt de Slond vlak ten noorden van Einighausen, op het plateau van Graetheide. Ze loopt noordwaarts richting Limbricht en verdwijnt aan de rand van dit dorp onder de grond. Bij de aanleg van een nieuwe woonbuurt in het westen van Limbricht in de jaren 1970 is de Slond door het bebouwde gebied geheel overkluisd. De waterloop sloot vroeger aan op de molenvijver van de watermolen de "Bovenste Molen" en achter deze molen liep ze verder als de Limbrichterbeek. Toen deze molen in de jaren 1970 verdween is ook de molenvijver verdwenen en verdwenen beide beken hier uit het straatbeeld. De straatnaam "Meulenwieër" herinnert nog aan deze vijver.